# Davis-Monthan Air Force Base

i7
i11
i13

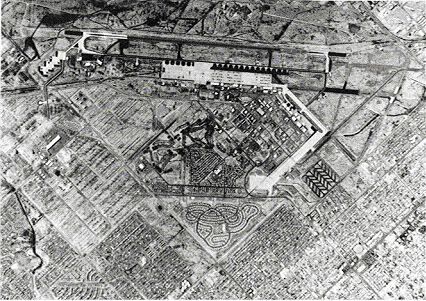
Davis-Monthan Air Force Base, 1982

Die Davis-Monthan Air Force Base (IATA-Code: DMA, ICAO-Code: KDMA)  ist ein Stützpunkt der United States Air Force bei Tucson, Arizona.
Sie gehört zum Air Combat Command und ist bekannt durch das in unmittelbarer Nachbarschaft liegende 309th Aerospace Maintenance and Regeneration Group (AMARG), ein großes Lager für ausrangierte Flugzeuge der US-Streitkräfte. In Davis-Monthan ist die 12th Air Force beheimatet, die hier mit A-10 Thunderbolt II und OA-10 trainiert. Außerdem sind EC-130H, HC-130 und HH-60G hier stationiert.
Der Stützpunkt verfügt über eine Start- und Landebahn (12/30) von 4160 Metern Länge und beschäftigte Ende 2004 rund 6900 Soldaten.

## Geschichte
Am 6. Oktober 1925 entschied die U.S. Army, in Tucson ein Flugfeld für militärische Zwecke zu errichten. Der Army Air Service wählte am 1. November 1925 den Namen Davis-Monthan Landing Field, nach den Lieutenants Samuel Howard Davis, der als Passagier einer Curtiss JN-6 bei einem Flugzeugabsturz am 28. Dezember 1921 in Florida ums Leben kam, und Oscar Monthan, der am 27. März 1924 mit seinem Martin NBS-1 beim Start in Hawaii tödlich verunglückte. Beide hatten die High School in Tucson besucht.
Als die Bauarbeiten für den neuen Flugplatz im Herbst 1927 abgeschlossen waren, weihte Charles Lindbergh ihn am 23. September während einer großen Feier ein. Davis-Monthan war zunächst ein stadteigenes Flugfeld, das in den nächsten Jahren auch Tucson Municipal Airport hieß; bei seiner Eröffnung war es das erste und größte seiner Art im ganzen Land.
Das Kriegsministerium wandelte den Stützpunkt am 26. September 1940 vollständig in einen Militärflugplatz um, im Dezember 1940 begannen umfangreiche Erweiterungsarbeiten und am 1. April 1941 fand die offizielle Wiedereröffnung statt. Der Name der Basis änderte sich am 3. Dezember 1941 in Davis-Monthan Field. Es folgten weitere Ausbauarbeiten, um den Stützpunkt bis 1944 für das Training mit B-29 Superfortress herzurichten.
Nach dem Ende des Zweiten Weltkriegs diente das Flugfeld zunächst als Abstellplatz für überflüssig gewordene B-29-Bomber und C-47-Transportflugzeuge. Hieraus entwickelte sich in den Folgejahren das 309th Aerospace Maintenance and Regeneration Group (AMARG).
Das Strategic Air Command (SAC) übernahm Davis-Monthan am 31. März 1946. Am 17. Januar 1953 wurde eine neue 3.500 Meter lange Startbahn fertiggestellt, im selben Jahr stationierte die US-Luftwaffe die ersten B-47 Stratojet, im Februar 1954 folgten F-86 Sabre. Dafür wurden die Abstellflächen und Wartungshallen bis Ende 1954 erweitert. Im Herbst 1956 erhielt die Piste ihre heutige Länge von rund 4.160 Meter.
Im Frühjahr 1960 wählte die U.S. Air Force die Basis als Stationierungsort von 18 Titan-II-Interkontinentalraketen aus, die verantwortliche Einheit (390th Strategic Missile Wing) wurde am 1. Januar 1962 aktiviert. Die erste Rakete traf am 27. November 1962 an Bord einer C-133 Cargomaster ein. Bis Dezember 1963 dauerten die Bauarbeiten an den unterirdischen Silos an, die Raketen blieben bis 1984 im Einsatz. Im Juli 1963 kamen U-2-Aufklärungsflugzeuge nach Davis-Monthan, bis sie im Oktober 1976 nach Kalifornien zur Beale Air Force Base verlegt wurden. Von 1964 bis 1971 fand auf der Basis Kampftraining für Besatzungen der F-4 Phantom II statt.
Durch die Neuorganisation der Kommandostruktur in der US-Luftwaffe verlor die Davis-Monthan AFB zum 1. Oktober 1976 die U-2-Einheit und wechselte vom Strategic Air Command zum Tactical Air Command. Seit 1979 ist sie Trainingsstandort für A-10-Piloten.
Seit der Auflösung des Tactical Air Command im Juli 1992 gehört die Davis-Monthan Air Force Base zum Air Combat Command.

## Zwischenfälle
- Am 2. Januar 1975 wurde versucht, mit einer Douglas DC-4/C-54P der US-amerikanischen Transvall Corp. (Luftfahrzeugkennzeichen N37AP) von der Davis-Monthan Air Force Base zu starten. Das Flugzeug raste jedoch über das Startbahnende hinaus ohne abzuheben und wurde irreparabel beschädigt. Die Ursache war, dass vor dem Start weder die Ruderverriegelung der Steuerungen entfernt noch die Freigängigkeit der Steuerflächen überprüft worden war. Vergleichbar ist dies mit dem Losfahren mit einem Auto, bei dem das Lenkradschloss verriegelt ist. Außerdem hatte der Kapitän trotzdem den Start nicht abgebrochen. Alle drei Besatzungsmitglieder überlebten den Unfall.[2]